# Con Kolivas
Con Kolivas est un anesthésiste australien , mais il est principalement connu sur Internet pour son travail sur le noyau Linux et pour le développement du logiciel de minage de crypto-monnaie CGMiner pendant son temps libre.
En 2007, il abandonne ses développements sur le noyau, principalement en raison de l'inclusion de l'ordonnanceur de processus d'Ingo Molnar, CFS, à la place de celui qu'il avait proposé, pour des raisons qu'il juge plus politiques que techniques. En 2009, Con Kolivas reprend la maintenance du patchset -ck et propose un nouvel ordonnanceur appelé BFS (Brain Fuck Scheduler).